# 茅山书院
茅山书院，又名金山书院，由处士侯遗创建于北宋天圣二年（1024年），地点位于江甯府(南京)句容茅山（现江苏镇江句容市的茅山），是北宋六大书院之一。现已无存。